# 1920 en philosophie
Chronologie de la philosophie
- 1916
- 1917
- 1918
- 1919
- 1920
- 1921
- 1922
- 1923
- 1924

L’année 1920 a été marquée, en philosophie, par les événements suivants :

## Naissances
- 25 février : Harald Ofstad (Norvège, -1994)
- 12 mai : Vilém Flusser (Tchéquie-Brésil-France, -1991)
- 13 juillet : Hans Blumenberg (Allemagne, -1996)
- 3 octobre : Philippa Foot (Angleterre/États-Unis, -2010)

## Décès
- 14 juin : Max Weber (Allemagne, 1864-)
- 31 août : Wilhelm Wundt (Allemagne, 1832-), philosophe allemand, né en 1832, mort à 88 ans.
- 27 novembre : Alexius Meinong (Autriche, 1853-)